# Papilio hesperus
Papilio hesperus là một loài bướm thuộc họ Papilionidae. Nó được tìm thấy ở Châu Phi.
Ấu trùng ăn Beilschmiedia species, bao gồm Beilschmiedia ugandensis.

## Phụ loài
- Papilio hesperus hesperus (Nigeria, Cameroon, Equatorial Guinea, Congo, Congo Republic, Uganda, tây bắc Tanzania, northern Zambia)
- Papilio hesperus feae Storace, 1963 (Equatorial Guinea)
- Papilio hesperus sudana Gabriel, 1945 (southern Sudan)

## Hình ảnh

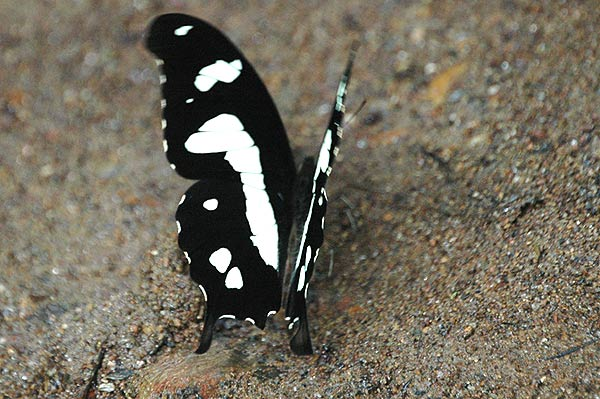
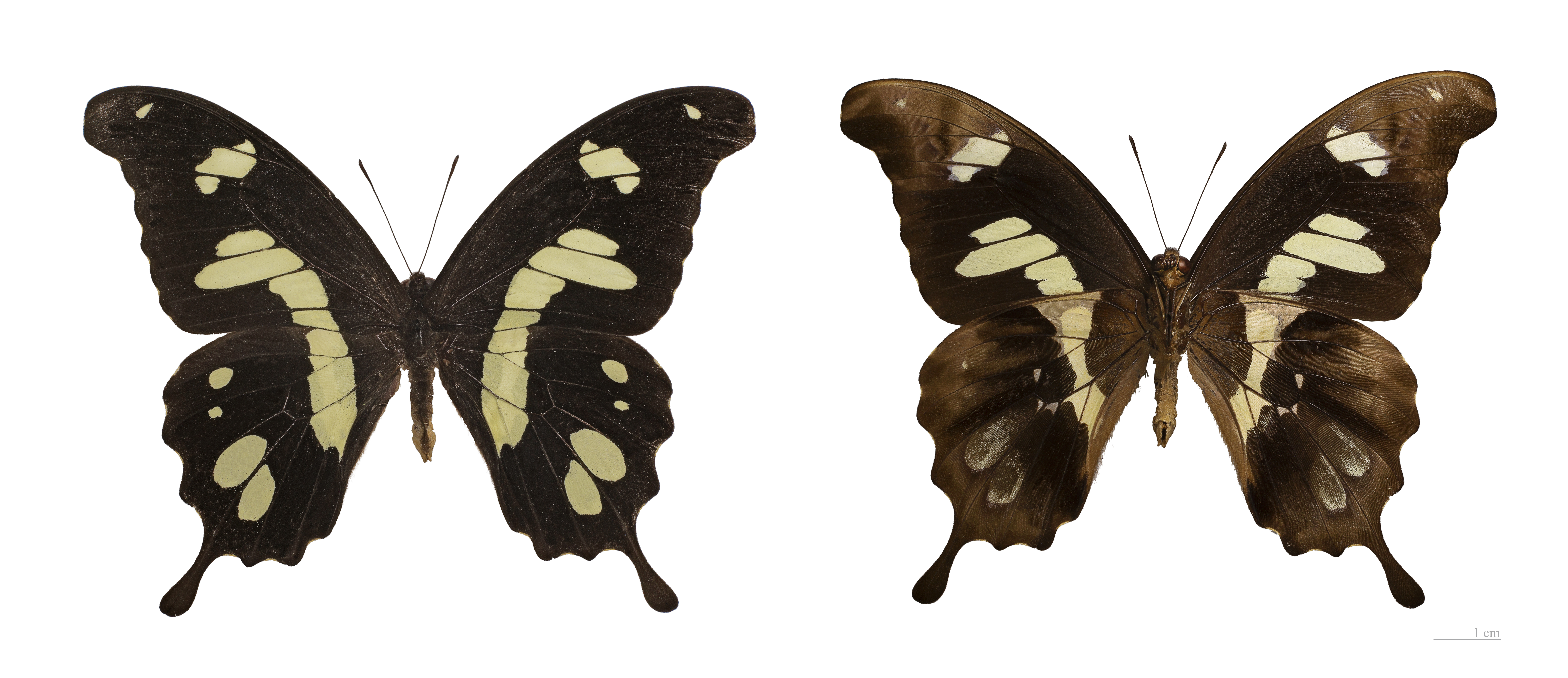
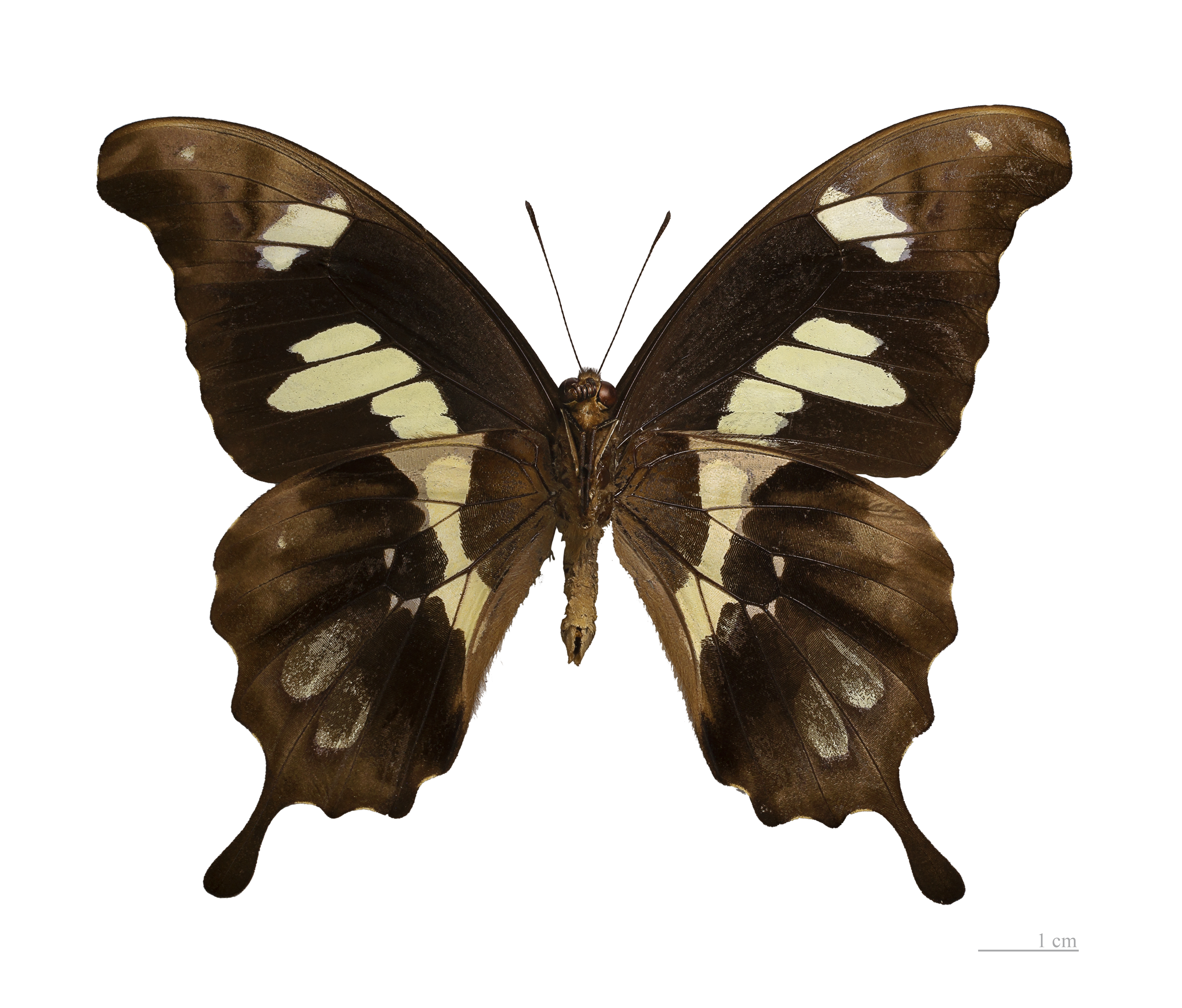
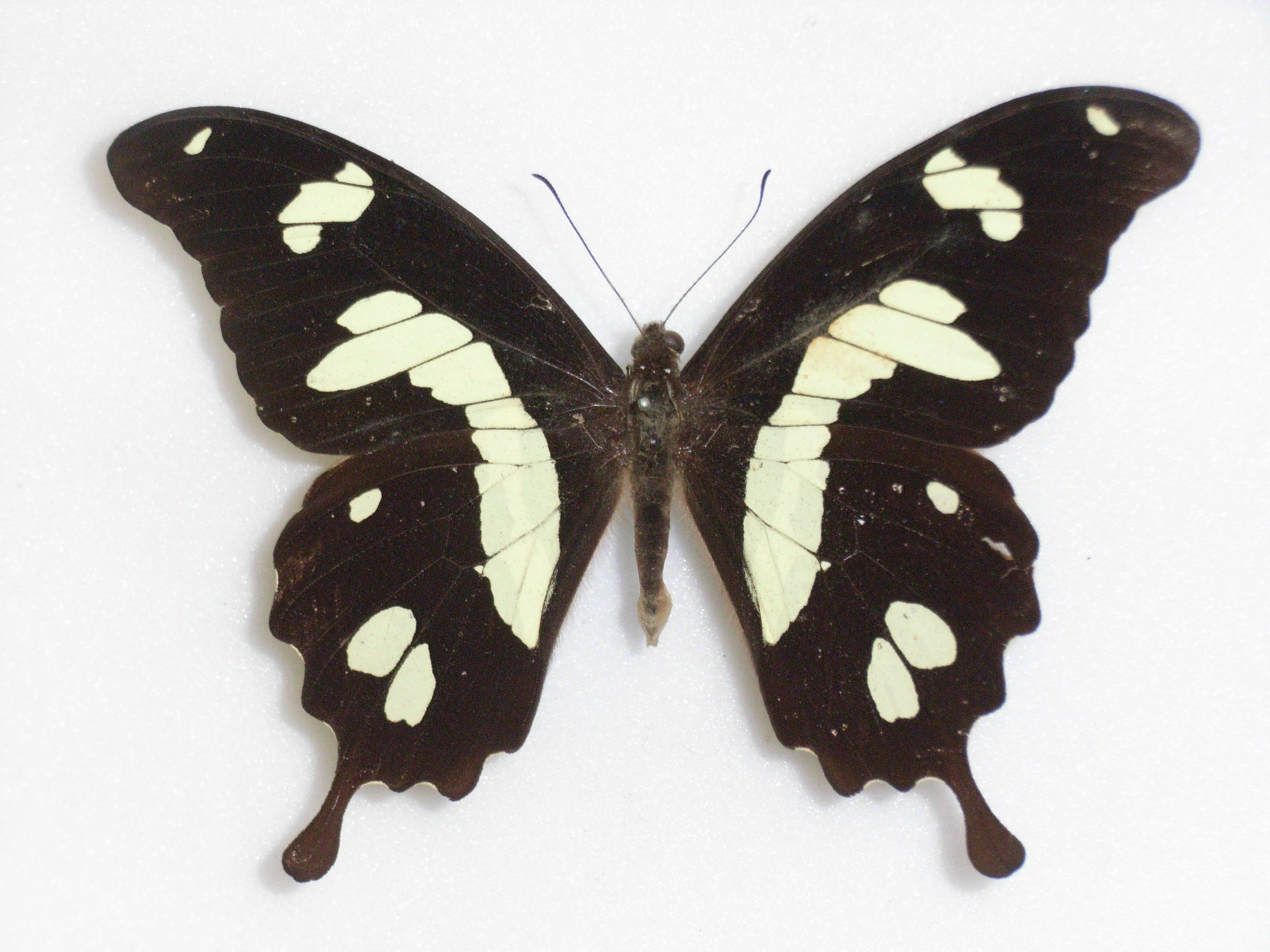